# Спид, И Джей
Элберт Мартин «И Джей» Спид (англ. Elbert Martin «E. J.» Speed, 1 июня 1995, Форт-Уэрт, Техас) — профессиональный футболист, выступающий на позиции лайнбекера в клубе НФЛ «Индианаполис Колтс».

## Биография
Элберт Спид родился 1 июня 1995 года в Форт-Уэрте. Один из четырёх детей в семье. В 2013 году он окончил старшую школу Норт-Кроули. За её команду И Джей играл на позиции квотербека. В последнем сезоне он набрал более 3 000 пасовых ярдов и 350 ярдов на выносе. У Спида были предложения спортивной стипендии от футбольных программ I дивизиона NCAA, но он решил продолжить карьеру и обучение в университете Тарлтона, команда которого играла во II дивизионе. Главной причиной такого решения было желание игрока остаться ближе к дому, так как у его сводного брата был диагностирован рак.

### Любительская карьера
После поступления в университет Спид сменил игровое амплуа. В сезоне 2013 года он не участвовал в матчах команды, но тренировался с ней как принимающий. Весной следующего года тренерский штаб перевёл его на позицию ди-энда. По ходу предсезонной подготовки И Джей получил травму, пропустил начало чемпионата, а затем получил статус освобождённого игрока по медицинским показаниям. За команду университета он дебютировал только 26 сентября 2015 года. Спид сыграл в семи матчах сезона, сделав в них шестнадцать захватов.
В сезоне 2016 года он принял участие в одиннадцати играх команды, сделал в них 68 захватов и стал лучшим игроком дивизиона по количеству форсированных фамблов. В следующем году Спид сыграл только в пяти матчах, пропустив большую часть чемпионата из-за травмы. В последнем сезоне своей студенческой карьеры И Джей принял участие в двенадцати играх, одну пропустив из-за дисквалификации. Причиной стали обвинения в мошенничестве с кредитными картами. Позднее они были сняты. 

#### Статистика выступлений в NCAA
| Сезон | Команда               | Игры | Захваты | Захваты | Захваты | Захваты | Захваты | Перехваты | Перехваты | Перехваты | Перехваты | Перехваты | Фамблы | Фамблы | Фамблы | Фамблы |
| Сезон | Команда               | Игры | Solo    | Ast     | Tot     | Loss    | Sk      | Int       | Yds       | Y/R       | TD        | PD        | FR     | Yds    | TD     | FF     |
| ----- | --------------------- | ---- | ------- | ------- | ------- | ------- | ------- | --------- | --------- | --------- | --------- | --------- | ------ | ------ | ------ | ------ |
| 2015  | Тарлтон Стейт Тексанс | 7    | 4       | 12      | 16      | 2,0     | 0,0     | 0         | 0         | 0,0       | 0         | 0         | 0      | 0      | 0      | 0      |
| 2016  | Тарлтон Стейт Тексанс | 11   | 35      | 33      | 68      | 13,0    | 6,0     | 1         | 17        | 17,0      | 0         | 3         | 2      | 0      | 0      | 5      |
| 2017  | Тарлтон Стейт Тексанс | 5    | 24      | 17      | 41      | 8,5     | 0,5     | 1         | 5         | 5,0       | 0         | 2         | 2      | 0      | 0      | 1      |
| 2018  | Тарлтон Стейт Тексанс | 12   | 55      | 51      | 106     | 12,5    | 5,0     | 1         | 0         | 0,0       | 0         | 5         | 0      | 0      | 0      | 2      |
| Всего | Всего                 | 35   | 118     | 113     | 231     | 36,0    | 11,5    | 3         | 22        | 7,3       | 0         | 10        | 4      | 0      | 0      | 8      |

### Профессиональная карьера
На драфте НФЛ 2019 года Спид был выбран клубом «Индианаполис Колтс» в пятом раунде под общим 164 номером. Он стал всего пятым представителем университета Тарлтона, задрафтованным одной из команд лиги. Существенную роль в этом сыграл скаут команды по юго-западным штатам Байрон Ласби.
В регулярном чемпионате 2019 года И Джей сыграл в двенадцати матчах «Колтс».

#### Статистика выступлений в НФЛ

##### Регулярный чемпионат
| Сезон | Команда            | Игры | Захваты | Захваты | Захваты | Захваты | Захваты | Перехваты | Перехваты | Перехваты | Перехваты | Перехваты | Фамблы | Фамблы | Фамблы | Фамблы |
| Сезон | Команда            | Игры | Solo    | Ast     | Tot     | Loss    | Sk      | Int       | Yds       | Y/R       | TD        | PD        | FR     | Yds    | TD     | FF     |
| ----- | ------------------ | ---- | ------- | ------- | ------- | ------- | ------- | --------- | --------- | --------- | --------- | --------- | ------ | ------ | ------ | ------ |
| 2019  | Индианаполис Колтс | 12   | 4       | 3       | 7       | 1,0     | 0,0     | 0         | 0         | 0,0       | 0         | 0         | 0      | 0      | 0      | 0      |
| Всего | Всего              | 12   | 4       | 3       | 7       | 1,0     | 0,0     | 0         | 0         | 0,0       | 0         | 0         | 0      | 0      | 0      | 0      |